# Майдан (Берегометська селищна громада)
Майда́н — село у Берегометській селищній громаді Вижницького району Чернівецької області України. 

## Географія
Село Майдан розташоване у південно-західній частині України. Відстань до райцентру становить близько 23 км і проходить автошляхом місцевого значення.

## Історія
З 24 серпня 1991 року село входить до складу незалежної України.
У 2020 році шляхом об'єднання сільських рад, село увійшло до складу Берегометської селищної громади.

## Населення
Згідно з переписом УРСР 1989 року чисельність наявного населення села становила 264 особи, з яких 122 чоловіки та 142 жінки.
За переписом населення України 2001 року в селі мешкало 237 осіб.

### Мова
Розподіл населення за рідною мовою за даними перепису 2001 року:
| Мова       | Кількість | Відсоток |
| ---------- | --------- | -------- |
| українська | 237       | 99.58%   |
| російська  | 1         | 0.42%    |
| Усього     | 238       | 100%     |